# Rhinura obscurior
Rhinura obscurior là một loài bướm đêm trong họ Geometridae.